# Камінь Пілата
Камінь Пілата або камінь Пилата — археологічна пам'ятка, що являє собою пошкоджену плиту з вапняку розміром 82 см × 65 см і містить одну з небагатьох позабіблійних згадок про Понтія Пілата — римського прокуратора Юдеї, який, згідно з Євангеліями, віддав наказ розіп'яти Ісуса Христа. Знайдений на археологічних розкопках у Кесарії Палестинській у 1961 році.

## Опис
У червні 1961 року італійськими археологами було виявлено в Кесарії Палестинській вапнякову брилу під час розкопок театру, збудованого за наказом Ірода Великого. Плита є фрагментом напису-присвяти на честь імператора Тиберія, ймовірно, з храму, зведеного між 26 і 36 роками н. е. У IV столітті камінь використали повторно як сходинку в новій будівлі.
Артефакт особливо важливий тим, що містить справжній напис I століття з ім'ям Понтія Пілата. Це найдавніше і єдине сучасне свідчення про Пилата, окрім згадок у Новому Заповіті, апокрифах, у працях Йосипа Флавія, Філона та римських істориків, зокрема Тацита.
Наразі камінь зберігається в Музеї Ізраїлю в Єрусалимі. Його копії є в археологічному музеї в Мілані та в Кесарії.

## Напис
На частково пошкодженій плиті міститься присвята Октавіану Августу та Лівії, вітчиму та матері імператора Тиберія, яка спочатку знаходилася в Тиберієумі, ймовірно, храмі, присвяченому Тиберію. Вона вважається автентичною, оскільки була знайдена в прибережному місті Кесарія, яке було столицею провінції Юдея за часів префекта Понтія Пілата.
Частковий напис свідчить (у дужках подано гіпотетичні літери):
[DIS AUGUSTI]S TIBERIÉUM
[…PONTI]US PILATUS
[…PRAEF]ECTUS IUDA[EA]E
[…FECIT D]E[DICAVIT]
У перекладі з латини:
...Тіберію
…Понтій Пілат
…префект Юдеї
…присвятив